# CryoSat
CryoSat (späterhin wegen des nachfolgenden CryoSat-2 als CryoSat-1 bezeichnet) war ein Forschungssatellit, der die Kryosphäre der Erde vermessen und insbesondere das Volumen der Eismassen in der Arktis und Antarktis erfassen sollte. Nach dem Start erreichte der Satellit aber wegen eines fehlerhaften Steuerungsalgorithmus seine Umlaufbahn nicht und stürzte ins Nordpolarmeer. CryoSat war der erste Earth-Explorer-Satellit der Europäischen Weltraumorganisation (ESA). Von dieser Mission erhoffte sich die Wissenschaft zusätzliche Erkenntnisse über die Veränderung des Klimas der Erde. Ziel war es, die genauen Oberflächenhöhen der Landeismassen in Grönland und in der Antarktis zu vermessen. Außerdem sollte erstmals aus dem Weltraum die Dicke des schwimmenden Meereises erfasst werden. Geplant war eine Lebensdauer von mindestens drei Jahren.
Die Gesamtkosten der Mission inklusive der Trägerrakete, der Betriebskosten und der Datenauswertung wurden von der ESA mit 136 Millionen Euro beziffert, davon 70 Millionen Euro für den Satelliten allein.

## Aufbau
Der 650 kg schwere und 4,60 × 2,34 × 2,20 Meter große Satellit wurde bei EADS Astrium gebaut. Seine Hauptnutzlast bestand aus dem Radarhöhenmesser SIRAL (SAR/Interferometric Radar Altimeter) mit zwei Antennen von 1,14 × 1,25 Metern Größe, welche mit 25 Watt Leistung auf einer Frequenz von 13,575 GHz arbeiten. SIRAL sollte bei seinen Messungen eine vertikale Auflösung von 1 bis 3 cm und eine horizontale Auflösung von etwa 300 Meter erreichen. Dabei sollten Radiosignale mit einem Intervall von 50 µs gesendet und wieder erfasst werden. Für die unterschiedlichen Anwendungsgebiete (Land- und Meereis) sind dabei drei verschiedene Betriebsmodi vorgesehen: konventioneller pulsbegrenzter Betrieb, Synthetik-Apertur-Modus und Zwei-Kanal-SAR/interferometrischer Betrieb, wobei der SAR-Modus eine bessere Unterscheidung von Eis und Wasser und der interferometrische Betrieb eine genauere Bestimmung der Neigung der Eisoberfläche und ihrer Höhe ermöglicht. Zusätzlich befand sich der Radioempfänger DORIS (Doppler Orbit and Radio Positioning Integration by Satellite) und ein kleiner Laser-Retroreflektor zur exakten Positionsbestimmung des Satelliten an Bord. Zur Kommunikation war eine X-Band-Antenne für wissenschaftliche Daten (Onboard-Speicherkapazität des Solidstate-Rekorders 256 GBits) und eine S-Band-Wendelantenne für Telemetrie und Steuerung vorhanden. Zur Navigation und Lageregelung dienen drei Star Tracker Kameras, Magnetometer und Magnetfeldsteuerungen sowie Kaltgas-Lageregelungstriebwerke von je 10 Millinewton Schub. Die Energieversorgung sollte durch an der Satellitenoberfläche fest angebrachte Galliumarsenid-Solarzellen mit je 800 Watt und Lithiumionen-Akkumulatoren mit 60 Ah erfolgen. CryoSat sollte in einem 720 Kilometer hohen polaren Orbit mit einer Neigung von 92° arbeiten, optimiert für die Beobachtung der Polargebiete. Das Europäische Raumflugkontrollzentrum der ESA in Darmstadt sollte den Betrieb des Satelliten gewährleisten.

## Missionsverlauf
Der Start des Satelliten erfolgte am 8. Oktober 2005 um 15:02 Uhr UTC vom Kosmodrom Plessezk aus mit einer russischen Rockot-KM-Trägerrakete. Nach anfänglich perfektem Start trennte sich die Bris-KM-Oberstufe der Rakete nicht von der zweiten Stufe, so dass der Kopfteil der Rakete zusammen mit dem Satelliten im Nordpolarmeer (Lincolnsee zwischen Grönland und Nordpol) niederging. Ursache war ein Programmfehler. Die Steuerung sah vor, die zweite Stufe abzuschalten, nachdem die dritte Stufe gezündet hatte, während die dritte Stufe erst zünden sollte, nachdem die zweite nicht mehr feuerte. Folglich blieben beide Stufen bis zum Ausbrennen der zweiten Stufe gekoppelt. Die dadurch verursachte Kursabweichung führte zum Abbruch des Starts und Verlust des Satelliten.

## CryoSat-2
Nach dem Fehlschlag beschlossen die Mitgliedsstaaten der ESA Ende Februar 2006, wegen der Bedeutung des Projektes eine Ersatzmission durchzuführen. Der ursprünglich angestrebte Starttermin dafür war Oktober 2009, durch verschiedene Verzögerungen erfolgte der Start erst am 8. April 2010. Die Mission war zunächst auf drei Jahre ausgelegt, wurde aber auf sieben verlängert.